# Gonzaga Egyetem
A Gonzaga Egyetem (kiejtése: ɡənˈzæɡə) a római katolikus egyház fenntartásában lévő magánegyetem az Amerikai Egyesült Államok Washington államának Spokane városában. Az 1887-ben Joseph Cataldo jezsuita misszionárius által alapított intézmény nevét Gonzaga Szent Alajosról kapta.

## Története

### Megalapítása
A felsőoktatási intézményt az 1885-ben az USA-ba érkező Joseph Cataldo alapította 1887-ben. 1880-ban a mai Peone-ban a felső-szpokén indiánok számára iskolát nyitott. A protestánsok térnyerése miatt 1881-ben más jezsuita vezetőkkel egy főiskola alapítását tervezték. A központi elhelyezkedése miatt választott terület a Northern Pacific Railway tulajdonában állt; később Cataldo meggyőzte John W. Sprague-t, hogy engedélyezzék az építkezést.
Spokane városa anyagi segítséget ajánlott azzal a feltétellel, hogy az új iskola csak fehéreket fogad (Cataldo célja az őslakosok oktatása volt). A szerzetes figyelmeztette a katolikus egyházat, hogy ha az intézmény nem nyílik meg mihamarabb, akkor a városi támogatást a metodisták és más protestáns egyházak kapják meg.

### Az első évfolyamok
Az építkezést 1886-ig elhalasztották; az intézmény 1887-ben nyílt meg. A James Rebmann atya vezetésével megnyílt iskola hét férfi diákját tizenhét pap és papnövendék tanította. Az év végére a hallgatói létszám 18-ra növekedett (kettő személyt elbocsátottak); ők mind fehérek voltak. Joseph Joset misszionárius két indián hallgatót szeretett volna beíratni, azonban a szabályok szerint csak fehérek (és csak katolikus vallásúak) jelentkezhettek. Rebmann szerint az intézmény „csak amerikaiakat” fogadott (az őslakosokat nem tekintette annak).
Az elbocsátások okai közé tartozott a lopás, engedetlenség, erkölcstelenség, valamint az alkohol- és dohányzási tilalom megszegése. Az állandó felügyelet alatt álló tanulók az intézményt csak pártfogói felügyelettel hagyhatták el. A diákok 5 óra 30 perctől a fél kilences lámpaoltásig szigorú napirend szerint éltek; hetente hatszor (vasárnap kétszer) vettek részt misén, emellett pedig gyakran ijesztő vizsgáik voltak. Az intézményt két részre osztották: az általános iskolás korú diákok a felkészítő tagozaton, az idősebbek pedig a bölcsészettudományi képzésekhez hasonló osztályokban tanultak. A második évben 35-en kezdték meg tanulmányaikat; az év végére 27-en maradtak. 1890-re az eredeti 17 oktató közül mindössze hárman álltak az iskola alkalmazásában. Rebmann atya utódja Charles Mackin lett; az ő utódja John Baptist Rene, akit 1893-ban Leopold Van Gorp atya váltott.
A vizsgákon a diákokat prefektusok felügyelték. A dolgozatok annyira nehezek voltak, hogy többen belebetegedtek a szorongásba, és a vizsgán való részvétel helyett inkább kiiratkoztak az intézményből.
A bölcsészettudományi képzés 1884-ben kezdődött meg két hallgatóval. Az 1877-ben tervezett négyszintes épület („Új Gonzaga”) két évvel később nyílt meg, az 1892-es hálaadáskor pedig sor került az első amerikaifutball-mérkőzésre. Az új kollégiummal és templommal kiegészült iskolába ugyanezen évben bevezették az elektromos áramot is.

### Szexuális zaklatás
2018-ban a Center for Investigative Reporting jelentése alapján a Gonzaga Egyetem campusán található Cardinal Bea házban az 1970-es évektől 2016-ig az északnyugati államokból és Alaszkából származó, szexuális zaklatási múlttal rendelkező papokat szállásoltak el. Az itt visszavonult személyek nem érintkezhettek a hallgatókkal (habár ezt nem ellenőrizték szigorúan), azonban mentesültek a felelősség alól. Az utolsó, zaklatással vádolt pap 2016-ban költözött ki.
A The Spokesman-Review megkérdőjelezte Thayne McCulloh azon állítását, miszerint nem tudott az egyetemen elszállásolt zaklatókról.

## Kampusz

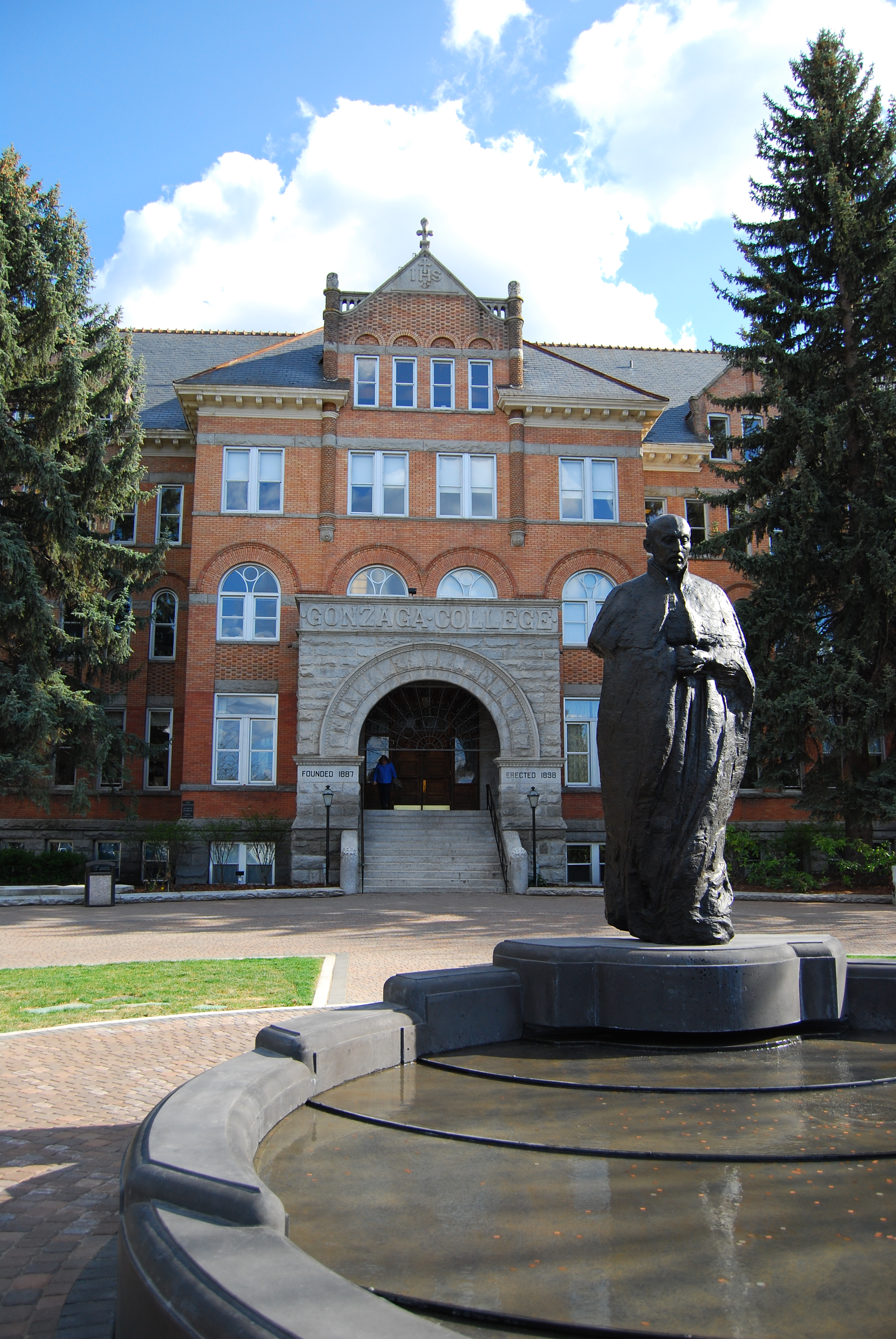
Az adminisztrációs épület bejárata

A 61,5 hektáros területen 105 épület található. Az egyetemnek két könyvtára van: A Foley Központi Könyvtár 1992-ben, a Jogi Intézet könyvtára (Chastek) pedig 2000-ben nyílt meg. A Tanítóképző Intézet épülete 1994-re készült el.
A campuson több szent, valamint katolikus vallású személy (például Szent József, Gonzaga Szent Alajos vagy Bing Crosby) szobra is megtalálható. A Jundt Múzeumban vallási tematikájú műalkotások vannak kiállítva.
A tizenötezer négyzetméter alapterületű közösségi tér (Circulus Omnium Gonzagaorum) 2015 őszén nyílt meg. 2014-ben 750 férőhelyes színház megnyitását tervezték.
Az intézményben online formában is folynak képzések.

## Oktatás
A papok képzése a Charles Daniel White püspökről elnevezett szemináriummal közösen zajlik. A hallgatók Ausztráliában, Beninben, Dániában, Kínában, Costa Ricán, Angliában, Franciaországban, Japánban, Kenyában, Spanyolországban és Zambiában is tanulhatnak.
2017-ben a 7162 jelentkezőből 1048-at vettek fel. Az intézmény a U.S. News & World Report 2021-es rangsorában a 80. helyen áll.

## Sport
Az egyetem sportegyesülete a Gonzaga Bulldogs, amely a National Collegiate Athletic Association I-es divíziójában (West Coast Conference) játszik. Az egyesület kabalája egy buldog, a játékosokat pedig „zag” néven becézik. Az egyesületnek 18 versenysportágban van csapata.
A kadétképző csapata többször is elnyerte a legjobb csapatnak járó Douglas MacArthur-díjat.

## Hallgatói élet
A rendezvényekért a Gonzaga Student Body Association felel, amely választásait tavasszal tartja. Az egyetemen 27 vallás hívői vannak jelen.

## Kiadványok
A The Gonzaga Bulletin az egyetem hetilapja, amelyet a médiatudományi tanszék újságírói és műsorkészítői képzésében részt vevő hallgatók szerkesztenek. A Spires évkönyvhöz minden hallgató ingyenesen hozzájuthat.
A Gonzaga Law Review és a Gonzaga Journal of International Law a jogi intézet folyóiratai; előbbit 1996-ban, utóbbit pedig 1997-ben alapították, és kizárólag online jelenik meg.

## Nevezetes hallgatók
Az egyetemen végzett Thomas Stephen Foley, a képviselőház elnöke, valamint Bing Crosby énekes is.

## Fordítás
- Ez a szócikk részben vagy egészben  a   Gonzaga University című angol Wikipédia-szócikk ezen változatának fordításán alapul.  Az eredeti cikk szerkesztőit annak laptörténete sorolja fel. Ez a jelzés csupán a megfogalmazás eredetét és a szerzői jogokat jelzi, nem szolgál a cikkben szereplő információk forrásmegjelöléseként.